# Rogeno
Rogeno är en ort och kommun i provinsen Lecco i regionen Lombardiet i Italien. Kommunen hade 3 127 invånare (2018).